# Presidente del tribunale
Il presidente del tribunale è il magistrato preposto a capo di un determinato tribunale giudiziario che, ai sensi del d.lgs. 160/2006, pertanto assume la relativa funzione direttiva giudicante di primo grado.
Le funzioni direttive giudicanti di secondo grado sono, invece, quelle attribuite al Presidente della corte di appello.
Il presidente del tribunale ha compiti organizzativi ed altre funzioni impartitegli dalla legge. La figura è presente sia in diritto processuale civile che penale.
In base al d.lgs. 25 luglio 2006 n. 240, il magistrato capo dell'ufficio cura la titolarità e la rappresentanza  nei rapporti con enti istituzionali e con gli altri uffici giudiziari, nonché ha competenza ad adottare i procedimenti necessari per l'organizzazione dell'attività giudiziaria e, comunque, concernenti la gestione del personale di magistratura ed il suo stato giuridico.
Nei tribunali più grandi e con affluenza maggiore delega i suoi compiti a presidenti di sezione ed altri magistrati a seconda dei casi.
Ai sensi del d.lgs. 51/1998, nei tribunali articolati in sezioni si avvale dei Presidenti di sezione, i quali nell'esercizio della funzione semidirettiva distribuiscono "il lavoro tra i giudici e vigilano sulla loro attività, curando anche lo scambio di informazioni sulle esperienze giurisprudenziali all'interno della sezione. Collaborano, altresì, con il Presidente del tribunale nell'attività di direzione dell'ufficio."
Il d.lgs. 160/2006 prevede che sono legittimati a partecipare al concorso per titoli per il conferimento degli incarichi direttivi giudicanti di primo grado i magistrati che hanno superato il concorso per il conferimento delle funzioni giudicanti di secondo grado da non meno di cinque anni.
Gli incarichi direttivi, ad esclusione di quelli di legittimità o di quelli superiori, hanno carattere temporaneo e sono attribuiti per la durata di quattro anni, rinnovabili a domanda, acquisito il parere del ministro della giustizia, previa valutazione positiva da parte del Consiglio superiore della magistratura, per un periodo ulteriore di due anni.

In seguito allo scadere del predetto termine, il magistrato può concorrere per il conferimento di altri incarichi direttivi di uguale grado in sedi poste fuori dal circondario di provenienza e per incarichi direttivi di grado superiore per sedi poste fuori dal distretto di provenienza, con esclusione di quello competente ai sensi dell'articolo 11 del codice di procedura penale.

In ogni caso il citato Dlgs 160/2006 prevede un regime transitorio per i magistrati già in servizio in base al quale, ferma restando la partecipazione ai concorsi, ai fini del conferimento degli incarichi semidirettivi e direttivi, il compimento di tredici anni di servizio dalla data del decreto di nomina ad uditore giudiziario equivale al superamento del concorso per l'attribuzione delle funzioni di secondo grado.

## Diritto processuale penale
Nell'ambito penale il Presidente ha compiti innanzitutto organizzativi, gestendo il tribunale a lui affidato. Ma ha anche compiti delicati delineati dallo stesso codice di rito penale.
In particolare nella fase pre-dibattimentale del giudizio ordinario i poteri del Presidente sono disciplinati dagli artt. 465, 467, 468 c.p.p.: anticipa o differisce l'udienza in casi urgenti, organizza i testimoni, periti ed esperti citandoli d'ufficio quando necessario ed eliminando quelli manifestamente superflui o inammissibili forniti dalle parti. Governa l'udienza quando crede e ha un potere particolare, quello di espellere l'imputato dall'aula per la sua eventuale cattiva condotta.
In assenza è sostituito dal pubblico ministero.
Successivamente dichiara l'apertura del dibattimento. Anche in ambito processuale può intervenire interrompendo situazioni problematiche, sfrondando esposizioni e discorsi prolissi e ripetitivi. Può suggerire domande alle parti in caso di escussioni incompleta o rivolgerle autonomamente (art.506).

## Diritto processuale civile
Ha compiti organizzativi anche nel processo civile.
Importante la sua figura nell'udienza camerale del rito di separazione coniugale e del divorzio.